# اوجغاز علیا
اوجغازعلیا (بلوکان) یکی از روستاهای استان اردبیل است که در بخش مرکزی شهرستان خلخال واقع شده است.

## موقعیت جغرافیایی
«بلوکانلو (Bolukānlu) یا اوجغازعلیا از آبادی‌های کرمانج نشین دهستان سنجبدشرقی در بخش مرکزی شهرستان خلخال است که در ارتفاع ۱۸۵۷ متری از سطح دریا در ۳۷ درجه و ۴۷ دقیقه و ۳۸ ثانیه عرض شمالی و ۴۸ درجه و ۳۰ دقیقه و ۳۹ ثانیه طول شرقی در ۲۶ کیلومتری مرکز شهرستان خلخال قرارگرفته است و از سمت شمال به میل آغاردان و آرپاچایی، از سمت غرب به دهستان سنجبدشمالی شهرستان کوثر، از سمت جنوب به روستای مصطفی لو و از سمت شرق به ییلاقات لنبر منتهی می‌شود. بخش وسیعی ازسمت شمال روستا بلوکانلو در فاصله ۵ کیلومتری آن در مجاورت جنگلهای گیلان به نام ییلاق بلوکانلو یا ییلاق اوجغازعلیا به مناطق ییلاقی روستا اختصاص دارد. ییلاق بلوکانلو که در میان مناطق باستانی آق ائولر، میل آغاردان قراردارد به عنوان ییلاق و سکونتگاه تابستانی دامداران روستای بلوکانلو مورد استفاده قرار می‌گیرد.».

## آب وهوا
«بلوکانلوی خلخال دردامنه کوه‌های بلند قرار گرفته است. قسمت غرب و شمال غربی آن بوسیله کوه جلوگیر، سمت شمال شرق آن بوسیله کوه‌های دره یوردو و طالش بولاغ احاطه شده و تپه ظرف (قصابه) در شمال آن جای گرفته است. این ارتفاعات و کوه‌ها به دره‌های معروفی به نام‌های دره کچلانکش در جنوب شرق، دره آرپاچایی در شمال شرق و جنوب، دره نِهرَه قیران درغرب وجنوب غربی ودره قوروچای (چای خشک) درشمال آبادی منتهی می‌شوند. بلوکانلو به سبب نزدیکی به دریای خزر و محصور بودن در بین کوه‌ها و بویژه قرارگرفتن درکنارارتفاعات طالش یا باغرو ازحوضه‌های آبگیر شهرستان خلخال بشمار می‌رود. با ذوب شدن تدریجی ذخیره برفی در این نواحی رودهایی در دامنهٔ کوه‌های روستا جریان پیدا می‌کنند به طوری که رودخانه آرپاچایی از شرق، رودخانه آبگرم از غرب و رودخانه کچلانکش از یک کیلومتری شرق آبادی می‌گذرد. آب و هوای روستای بلوکانلو از نوع آب و هوای سرد نیمه مرطوب است. ارتفاعات طالش یا باغرو که در شرق منطقه بلوکانلو قرارگرفته است مانند سدی دریای خزر (مازندران) را از فلات آذربایجان جدا کرده و مانع نفوذ رطوبت دریای خزر به داخل منطقه می‌شود. میانگین بارندگی سالیانه روستای بلوکانلو ۴۵۵ میلی‌متر و میانگین دمای سالیانه آن۴/۷ درجه سانتی گراد است؛ لذا دارای تابستان‌های معتدل و زمستانهای سرد است.».

## پوشش گیاهی
«مراتع سبز روستای بلوکانلو که مانند سایر نقاط کوهستانی خلخال و طالش در مجاورت روستا قراردارد از نقاط عمده پرورش دام است. چون این مراتع جزء مراتع ییلاقی تابستانی یا مراتع سردسیری است لذا مردم روستا، آنهایی که دامدار هستند در اوایل فصل تابستان به این مناطق کوچ می‌کنند. پوشش گیاهی منطقه شامل گیاهانی مثل پونه، شبدر، بولاغ اوتو، گل گاوزبان، گل ختمی، گزنه، آویشن، گلپر و قارچ کوهی و … است.».

## کشاورزی و دامداری
«کشاورزی، باغداری، دامداری، پرورش زنبورعسل، کارگری و گلیم بافی منابع درآمد اهالی روستا را تشکیل می‌دهد و باغداری شامل سیب درختی، گیلاس، گردو، زردآلو و آلبالو است. در برخی نواحی روستا اقدام به کشت محدود صیفی‌جات و حبوبات (عدس)، گندم و جو، سیب زمینی نموده‌اند. اما منابع اصلی و درآمد اولیه روستا را دامداری تشکیل می‌دهد. در این روستا به دلیل وجود مراتع ییلاقی مناسب و آب فراوان دامداری یکی از مشاغل اصلی ساکنان منطقه به‌شمار می‌رود و به‌طور معمول هریک از ساکنان روستا تعدادی دام نظیر گاو، گوسفند و بز نگهداری می‌کنند. گوسفند، دام غالب منطقه را تشکیل می‌دهد و مردم روستا با فرارسیدن فصل گرم دام خود را از منطقه قشلاق به منطقه ییلاقی هم‌مرز با منطقه طالش می‌برند. علاوه بر دامداری در اغلب منازل ساکنان روستا نگهداری مرغ و خروس نیز مرسوم است.».

## جمعیت
«در سرشماری عمومی نفوس و مسکن سال ۱۳۸۵ دارای ۱۷۵ خانوار با ۸۲۱ نفر جمعیت بود که ۴۰۶ نفر آن مرد و ۴۱۵ نفر زن بودند. این تعداد در فاصله ۵ ساله بین دو سرشماری در سال ۱۳۹۰ به ۲۳۶ خانوار با ۸۸۶ نفر افزایش می‌یابد و روستای بلوکانلو یا یوخاری اوجغاز از لحاظ تراکم جمعیت در بین روستاهای کرمانج نشین رتبه دوم را بعد از روستای لنبر به خود اختصاص می‌دهد. قومیت اهالی این ناحیه کرد زبان است و مردم به گویش کرمانجی سخن می‌گویند.».